# Damion Baugh
Damion Baugh (Nashville, 3 agosto 2000) è un cestista statunitense, professionista nella NBA con gli Charlotte Hornets e in G League con i Greensboro Swarm.

## Carriera
Dopo aver completato la carriera universitaria con i Memphis Tigers e i TCU Horned Frogs, decide di candidarsi al Draft NBA 2023, non venendo però scelto e rimanendo undrafted. Trascorre quindi i successivi due anni in NBA G League tra South Bay Lakers e Westchester Knicks. Nel 2025 esordisce in NBA con gli Charlotte Hornets, con i quali firma un two-way contract.

## Statistiche

### College
| Anno      | Squadra          | PG  | PT | MP   | TC%  | 3P%  | TL%  | RP  | AP  | PRP | SP  | PP   |
| --------- | ---------------- | --- | -- | ---- | ---- | ---- | ---- | --- | --- | --- | --- | ---- |
| 2019-2020 | Memphis Tigers   | 31  | 25 | 20,7 | 43,8 | 29,4 | 55,8 | 3,6 | 2,8 | 1,1 | 0,3 | 4,1  |
| 2020-2021 | Memphis Tigers   | 26  | 4  | 19,6 | 41,5 | 26,3 | 68,2 | 2,6 | 1,9 | 1,0 | 0,3 | 3,4  |
| 2021-2022 | TCU Horned Frogs | 31  | 30 | 31,1 | 41,9 | 27,0 | 65,6 | 4,4 | 4,5 | 1,3 | 0,2 | 10,6 |
| 2022-2023 | TCU Horned Frogs | 29  | 29 | 35,0 | 43,1 | 33,0 | 70,7 | 4,7 | 5,8 | 1,8 | 0,3 | 12,6 |
| Carriera  | Carriera         | 117 | 88 | 26,8 | 42,5 | 29,5 | 66,4 | 3,9 | 3,8 | 1,3 | 0,3 | 7,8  |

### NBA

#### Regular season
| Anno      | Squadra           | PG | PT | MP   | TC%  | 3P%  | TL%  | RP  | AP  | PRP | SP  | PP  |
| --------- | ----------------- | -- | -- | ---- | ---- | ---- | ---- | --- | --- | --- | --- | --- |
| 2024-2025 | Charlotte Hornets | 15 | 2  | 24,7 | 32,3 | 21,4 | 86,7 | 3,3 | 3,7 | 1,0 | 0,1 | 7,3 |
| Carriera  | Carriera          | 15 | 2  | 24,7 | 32,3 | 21,4 | 86,7 | 3,3 | 3,7 | 1,0 | 0,1 | 7,3 |

### G League

#### Regular season
| Anno      | Squadra          | PG | PT | MP   | TC%  | 3P%  | TL%  | RP  | AP  | PRP | SP  | PP   |
| --------- | ---------------- | -- | -- | ---- | ---- | ---- | ---- | --- | --- | --- | --- | ---- |
| 2023-2024 | South Bay Lakers | 37 | 10 | 27,4 | 44,1 | 28,4 | 82,6 | 4,5 | 3,2 | 1,7 | 0,4 | 11,8 |
| 2024-2025 | Westch. Knicks   | 35 | 20 | 30,9 | 45,6 | 32,8 | 71,2 | 5,7 | 7,9 | 1,7 | 0,4 | 12,9 |
| 2024-2025 | Greens. Swarm    | 4  | 4  | 32,0 | 32,1 | 35,3 | 71,4 | 6,5 | 6,3 | 1,5 | 0,0 | 11,8 |
| Carriera  | Carriera         | 76 | 34 | 29,3 | 44,0 | 31,0 | 76,5 | 5,2 | 5,5 | 1,7 | 0,4 | 12,3 |